# Pistolet maszynowy B&T APC9
Brügger & Thomet APC9 – szwajcarski pistolet maszynowy zaprezentowany w 2011 roku. Broń zasilana jest amunicją 9 × 19 mm Parabellum, istnieje także prototyp wersji APC 45 kalibru .45 ACP przeznaczonej na rynek amerykański. APC 9 oferowany jest w kilku odmianach różniących się rodzajem kolby. Standardową jest wersja z lufą długości 175 mm i kolbą z tworzywa sztucznego składaną na prawą stronę, wersja Assaulter ma regulowaną kolbą rurową (B&T Foldable Visor Helmet Stock). Powstał także samopowtarzalny karabinek Sporting Carbine z lufą długości 406 mm przeznaczony na rynek cywilny.

## Opis konstrukcji
APC 9 (Advanced Police Carbine 9 mm) jest bronią samoczynno-samopowtarzalną, działającą na zasadzie odrzutu zamka swobodnego.
Komora zamkowa i komora spustowa wykonane z polimeru (w kolorze zielonym, piaskowym lub czarnym), połączone dwoma kołkami. Na całym grzbiecie komory zamkowej oraz z boku i pod lufą połączonego z nią łoża umieszczono uniwersalne szyny montażowe. Do dolnej standardowo zamocowany jest chwyt przedni.
Mechanizm spustowy adaptowany z broni rodziny AR-15/M16. Mechanizm spustowy pozwala na prowadzenie ognia pojedynczego i ciągłego. Wszystkie manipulatory (przełącznik rodzaju ognia/bezpiecznik, zatrzask magazynka, zatrzask zamka) umieszczone są po obu stronach broni. Rękojeść napinania może być umieszczona po dowolnej stronie broni. Okno wyrzutowe łusek z prawej strony komory spustowej. Po wystrzeleniu ostatniego naboju zamek zostaje zatrzymany w tylnym położeniu przez zatrzask. Zatrzask zamka zwalniany przyciskiem ulokowanym nad przyciskiem zatrzasku magazynka.
Gniazdo magazynka umieszczone przed spustem. Broń zasilana jest z prostych magazynków pudełkowych o pojemności 15, 20, 25 i 30 nabojów (identyczne jak zasilające pistolety maszynowe B&T MP9 i Steyr TMP).
Broń wyposażona może być w różne rodzaje kolb. Posiada składane mechaniczne przyrządy celownicze, standardowo wyposażona jest w celownik kolimatorowy Aimpoint TL1.
APC 9 może być używany jako broń wytłumiona. Poza specjalnym tłumikiem dźwięku pistolet maszynowy jest wyposażony w zawór pozwalający zmniejszyć ciśnienie gazów prochowych przy strzelaniu z tłumikiem dźwięku. Pozwala to dodatkowo zmniejszyć huk wystrzału z 158 dB do 126 dB.